# Motor Volkswagen EA111
Motor do Volkswagen Polo Mk3 Europeu.
A família de motores Volkswagen EA111 – (em alemão:  Entwicklungs Auftrag, ou "contrato de desenvolvimento") – são motores de 3 e 4 cilindros em linha, a gasolina, etanol, flex e diesel, refrigerados a água do Grupo Volkswagen. O EA111 foi projetado pela Audi sob a liderança de Ludwig Kraus e primeiramente instalado em 1974 no Audi 50 e pouco depois no Volkswagen Polo nos formatos de 895, 1093 e 1272 cilindradas com carburador. O EA111 estava e ainda está disponível em diversas versões com diferentes cilindradas.
Este motor com comando de válvulas no cabeçote possui um design de cabeçote de fluxo cruzado. Estes motores se diferenciam do motor Volkswagen AP (EA827) por terem o escapamento na parte frontal do motor, tendo assim sua instalação com uma inclinação de 12 graus para a frente. A série de motores EA111 ainda está em produção e será substituída gradualmente pelos motores EA211 a gasolina e os EA288 a diesel dentro da nova plataforma MQB.
Em 2023, o motor EA111 saiu de linha no Brasil porque o motor não atendia aos novos padrões de emissões estabelecidos pelo Programa de Controle da Poluição do Ar por Veículos Automotores.

## Uso
No Brasil, o motor equipou os modelos Volkswagen Gol, Voyage, Saveiro, Fox e Kombi.

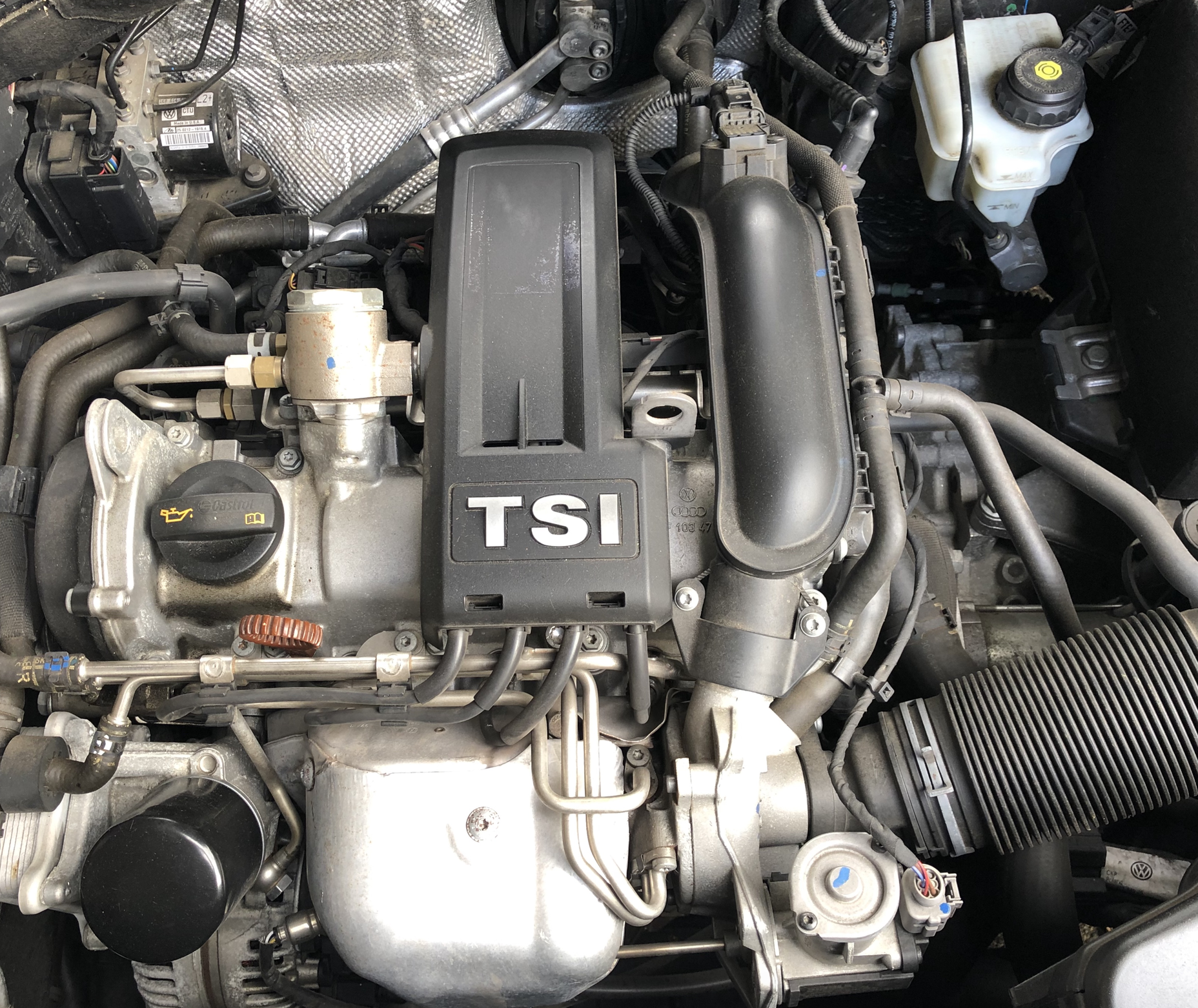
VW EA111 CBZB no Golf Mk.6

Na Europa, o EA111 foi utilizado até 2015 nos seguintes veículos da Volkswagen AG:
- Audi: A1, A2 e A3
- Seat: Alhambra, Altea, Arosa, Cordoba, Ibiza, Inca, Leon e Toledo
- Škoda: Fabia, Felicia, Octavia, Rapid, Roomster, Superb II e Yeti
- Volkswagen: Beetle, Bora, Caddy, CC, Eos, Golf, Jetta, New Beetle, Passat, Polo, Scirocco, Sharan, Tiguan, Touran e Vento